# Ochrodion tavakiliani
Ochrodion tavakiliani är en skalbaggsart som beskrevs av Martins och Monné 2005. Ochrodion tavakiliani ingår i släktet Ochrodion och familjen långhorningar. Inga underarter finns listade i Catalogue of Life.